# Eledone moschata
Eledone moschata är en bläckfiskart som först beskrevs av Jean-Baptiste Lamarck 1798.  Eledone moschata ingår i släktet Eledone och familjen Octopodidae. Inga underarter finns listade i Catalogue of Life.

## Bildgalleri

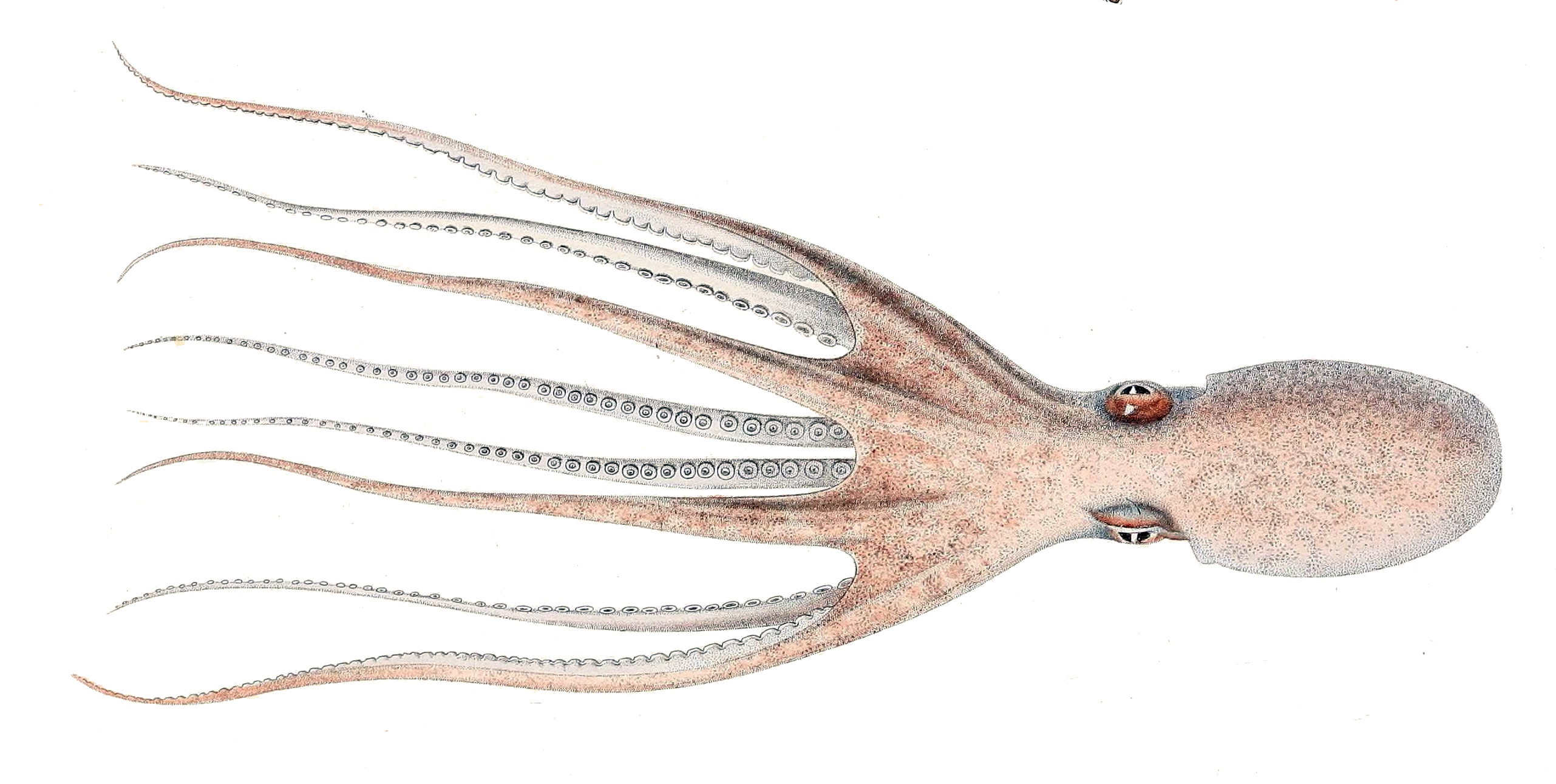